# Alfred Fleckeisen
Karl Friedrich Wilhelm Alfred Fleckeisen, född 20 september 1820 i Wolfenbüttel, död 7 augusti 1899 i Dresden, var en tysk filolog.
Fleckeisen, som 1861–1889 var konrektor vid Vitzthumska gymnasiet i Dresden, skaffade sig ett namn genom kritik av Plautus och Terentius samt som utgivare (tillsammans med Hermann Masius) av Jahnsche Jahrbücher für Philologie und Pädagogik.